# Clásica de Almería 2019
La 34e édition de la Clásica de Almería a lieu le 17 février 2019. La course fait partie du calendrier UCI Europe Tour 2019 en catégorie 1.HC.

## Présentation

### Équipes
Classée en catégorie 1.HC de l'UCI Europe Tour, la Clásica de Almería est par conséquent ouverte aux WorldTeams dans la limite de 70 % des équipes participantes, aux équipes continentales professionnelles, aux équipes continentales et aux équipes nationales
Dix-sept équipes participent à cette Clásica de Almería - six WorldTeams et onze équipes continentales professionnelles  :
| WorldTeams (6)- Mitchelton-Scott - Bora-hansgrohe - CCC Team - Katusha-Alpecin - Movistar Team - Astana Équipes continentales professionnelles (11)- Sport Vlaanderen-Baloise - Wanty-Groupe Gobert - Gazprom-RusVelo - Cofidis, Solutions Crédits - Euskadi Basque Country-Murias - Direct Énergie - Caja Rural-Seguros RGA - Roompot-Charles - Burgos-BH - Vital Concept-B&B Hotels - Rally UHC Cycling |
| |

## Classements

### Classement final
| \| Classement général \| Classement général \| Classement général \| Classement général \| Classement général \| \| Coureur \| Coureur \| Pays \| Équipe \| Temps \| \| ------------------ \| -------------------- \| ------------------ \| -------------------------- \| ------------------ \| \| 1er \| Pascal Ackermann \| Allemagne \| Bora-Hansgrohe \| 4 h 27 min 58 s \| \| 2e \| Marcel Kittel \| Allemagne \| Katusha-Alpecin \| + 0 s \| \| 3e \| Luka Mezgec \| Slovénie \| Mitchelton-Scott \| + 0 s \| \| 4e \| Carlos Barbero \| Espagne \| Movistar Team \| + 0 s \| \| 5e \| José Joaquín Rojas \| Espagne \| Movistar Team \| + 0 s \| \| 6e \| Thomas Boudat \| France \| Direct Énergie \| + 0 s \| \| 7e \| Edward Planckaert \| Belgique \| Sport Vlaanderen-Baloise \| + 0 s \| \| 8e \| Lars Boom \| Pays-Bas \| Roompot-Charles \| + 0 s \| \| 9e \| Sjoerd van Ginneken \| Pays-Bas \| Roompot-Charles \| + 0 s \| \| 10e \| Pieter Vanspeybrouck \| Belgique \| Wanty-Gobert \| + 0 s \| \| 11e \| José Herrada \| Espagne \| Cofidis, Solutions Crédits \| + 0 s \| \| 12e \| Jempy Drucker \| Luxembourg \| Bora-Hansgrohe \| + 0 s \| \| 13e \| Matteo Trentin \| Italie \| Mitchelton-Scott \| + 0 s \| \| 14e \| Luis León Sánchez \| Espagne \| Astana \| + 0 s \| \| 15e \| Marco Mathis \| Allemagne \| Cofidis, Solutions Crédits \| + 0 s \| |                      |            |                            |                 |
| |                      |            |                            |                 |
| Source : ProCyclingStats |                      |            |                            |                 |
| Classement général |                      |            |                            |                 |
| Coureur | Coureur              | Pays       | Équipe                     | Temps           |
| 1er | Pascal Ackermann     | Allemagne  | Bora-Hansgrohe             | 4 h 27 min 58 s |
| 2e | Marcel Kittel        | Allemagne  | Katusha-Alpecin            | + 0 s           |
| 3e | Luka Mezgec          | Slovénie   | Mitchelton-Scott           | + 0 s           |
| 4e | Carlos Barbero       | Espagne    | Movistar Team              | + 0 s           |
| 5e | José Joaquín Rojas   | Espagne    | Movistar Team              | + 0 s           |
| 6e | Thomas Boudat        | France     | Direct Énergie             | + 0 s           |
| 7e | Edward Planckaert    | Belgique   | Sport Vlaanderen-Baloise   | + 0 s           |
| 8e | Lars Boom            | Pays-Bas   | Roompot-Charles            | + 0 s           |
| 9e | Sjoerd van Ginneken  | Pays-Bas   | Roompot-Charles            | + 0 s           |
| 10e | Pieter Vanspeybrouck | Belgique   | Wanty-Gobert               | + 0 s           |
| 11e | José Herrada         | Espagne    | Cofidis, Solutions Crédits | + 0 s           |
| 12e | Jempy Drucker        | Luxembourg | Bora-Hansgrohe             | + 0 s           |
| 13e | Matteo Trentin       | Italie     | Mitchelton-Scott           | + 0 s           |
| 14e | Luis León Sánchez    | Espagne    | Astana                     | + 0 s           |
| 15e | Marco Mathis         | Allemagne  | Cofidis, Solutions Crédits | + 0 s           |

### UCI Europe Tour
La course attribue aux coureurs le même nombre de points pour l'UCI Europe Tour 2019 et le Classement mondial UCI.
| Position           | 1er | 2e  | 3e  | 4e  | 5e | 6e | 7e | 8e | 9e | 10e | 11e | 12e | 13e | 14e | 15e | 16e à 30e | 31e à 40e |
| Classement général | 200 | 150 | 125 | 100 | 85 | 70 | 60 | 50 | 40 | 35  | 30  | 25  | 20  | 15  | 10  | 5         | 3         |